# Стан монети
Стан монети оцінюється з урахуванням двох основних чинників — якості карбування й ступені збереження монети.
В колекції монет, як правило, розміщують екземпляри з зображеннями, що добре збереглись на аверсі і реверсі і дозволяє повністю прочитати зміст написів (легенди). Для оцінки стану монет існують різні шкали критеріїв. Єдиної шкали для всіх колекціонерів не існує, проте існує шкала міжнародної системи якості.
| Україна           | Пруф                 | Анциркулейтед | Відмінний стан            | Добрий стан               | Задовільний стан |
| Англомовні країни | PRF (Proof)          | UNC           | EF (extremly fine) or XR  | VF (very fine)            | F                |
| Німеччина         | PP (Polierte Platte) | STG           | VZ (vorzueglich erhalten) | SS (sehr schoen erhalten) | S                |

## Якість карбування
- Вища якість (Пруф) — найвища якість карбування монет, що отримується при їх виробництві із застосуванням спеціальних верстатів і особливих способів обробки заготовок і карбувального інструменту. Монети виготовляються спеціально для колекціонування, вони мають дзеркальну поверхню поля та матовий рельєф малюнка (або навпаки).

## Ступінь збереження
- Анциркулейтед — якість карбування монети (як правило, багатотиражне автоматичне карбування), при якій монета має рівний матовий металевий блиск без дзеркальної поверхні;
- Відмінна якість — на поверхні монети можуть бути окремі подряпини, потертості, що не видні неозброєним оком;
- Добра якість — на поверхні монети можуть бути окремі подряпини чи слабі потертості. В цілому на монеті повинно бути збережено без пошкоджень не менше 95 % її поверхні;
- Задовільна якість — на поверхні монети можуть бути окремі потертості, що дозволяють розгледіти контури зображень, а також окремі подряпини і забоїни. В цілому на монеті повинно бути збережено без пошкоджень не менше 2/3 її поверхні.
- Дефектні монети  відносяться до металевого брухту, мають серйозніші пошкодження:
  - навмисно нанесені дуже глибокі подряпини, насічки, вибоїни;
  - надпили, зіськобини;
  - отвори, сліди припою і травлення;
  - деформації диска;
  - відшаровування металу;
  - сильний ступінь потертості, при якому неможливо прочитати напис і дату монети;
  - підроблені (фальшиві) монети незалежно від їх стану і ступеня збереження.